# Chingia horridipes
Chingia horridipes är en kärrbräkenväxtart som först beskrevs av Cornelis Rugier Willem Karel van Alderwerelt van Rosenburgh, och fick sitt nu gällande namn av Holtt. Chingia horridipes ingår i släktet Chingia och familjen Thelypteridaceae. Inga underarter finns listade.